# フィラデルフィア管弦楽団
フィラデルフィア管弦楽団（フィラデルフィアかんげんがくだん、英語: The Philadelphia Orchestra）は、アメリカ合衆国のペンシルベニア州フィラデルフィアを本拠地とするオーケストラである。

## 概要

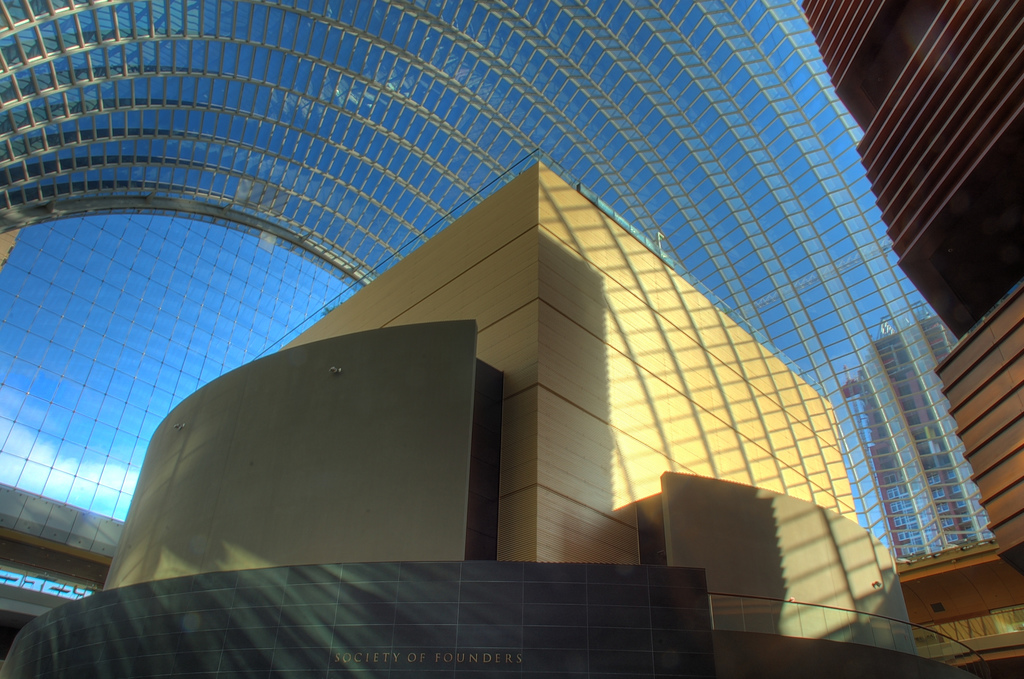
本拠地のキメル・パフォーミング・アーツ・センター

1900年、ペンシルベニア州フィラデルフィアに創立された、世界有数のオーケストラである。「アメリカ5大オーケストラ」（"Big Five"）の一つである。
創立以来、1857年創設の米国最古のオペラハウス「アカデミー・オブ・ミュージック」を本拠地としていたが、2001年からは本楽団のために建てられた、 「キメル・パフォーミング・アーツ・センター」の内部のシンフォニー・ホール「ヴェライゾン・ホール」で定期演奏している。なお、現在でも毎年「アカデミー・オブ・ミュージック」の創設記念日に、寄付を目的とした演奏会を同オペラハウスにて開催している。
冬季定期演奏シーズンは10月から翌年5月の間、30週間、本拠地ヴェライゾン・ホールで同じプログラムを週4回（火、木、金、土曜日）演奏し、またカーネギー・ホールに毎年レギュラーとして5回ほど公演している。夏季はフィラデルフィア市内フェアモントパークのマーン・パフォーミング・アーツ・センター、ニューヨーク州のサラトガ音楽祭、コロラド州のベイルバレー音楽祭で演奏を行っている。夏の音楽祭では、フィラデルフィア・ロビンフッド・デル管弦楽団という名称で演奏することもあり、この名による録音も多く残されている。また、毎年遠征公演を行っており、2010年4月にはマルタ・アルゲリッチが同行して来日公演を行っている。

## 歴史

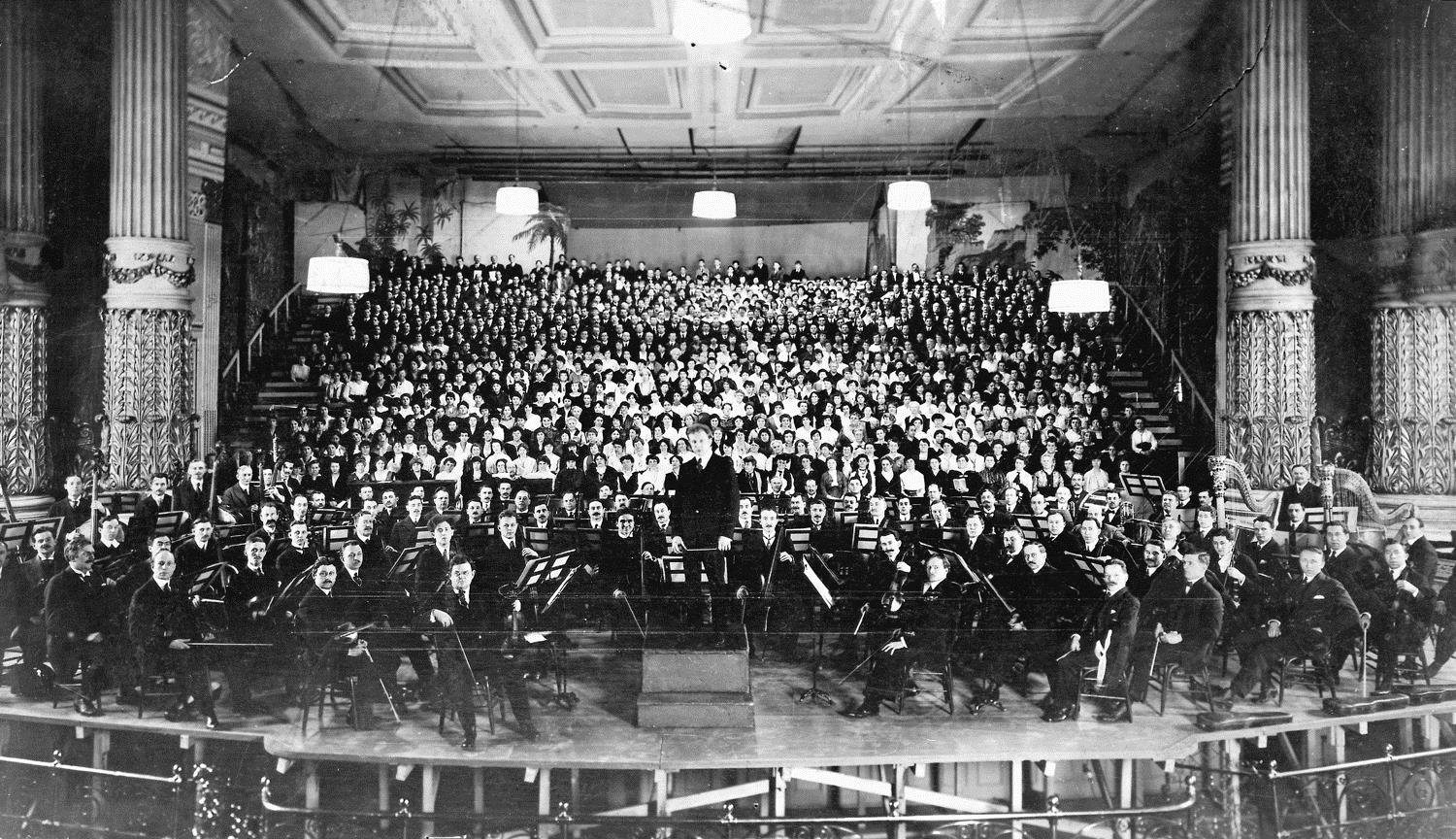
1916年、マーラー・交響曲第8番のアメリカ初演。指揮：ストコフスキー

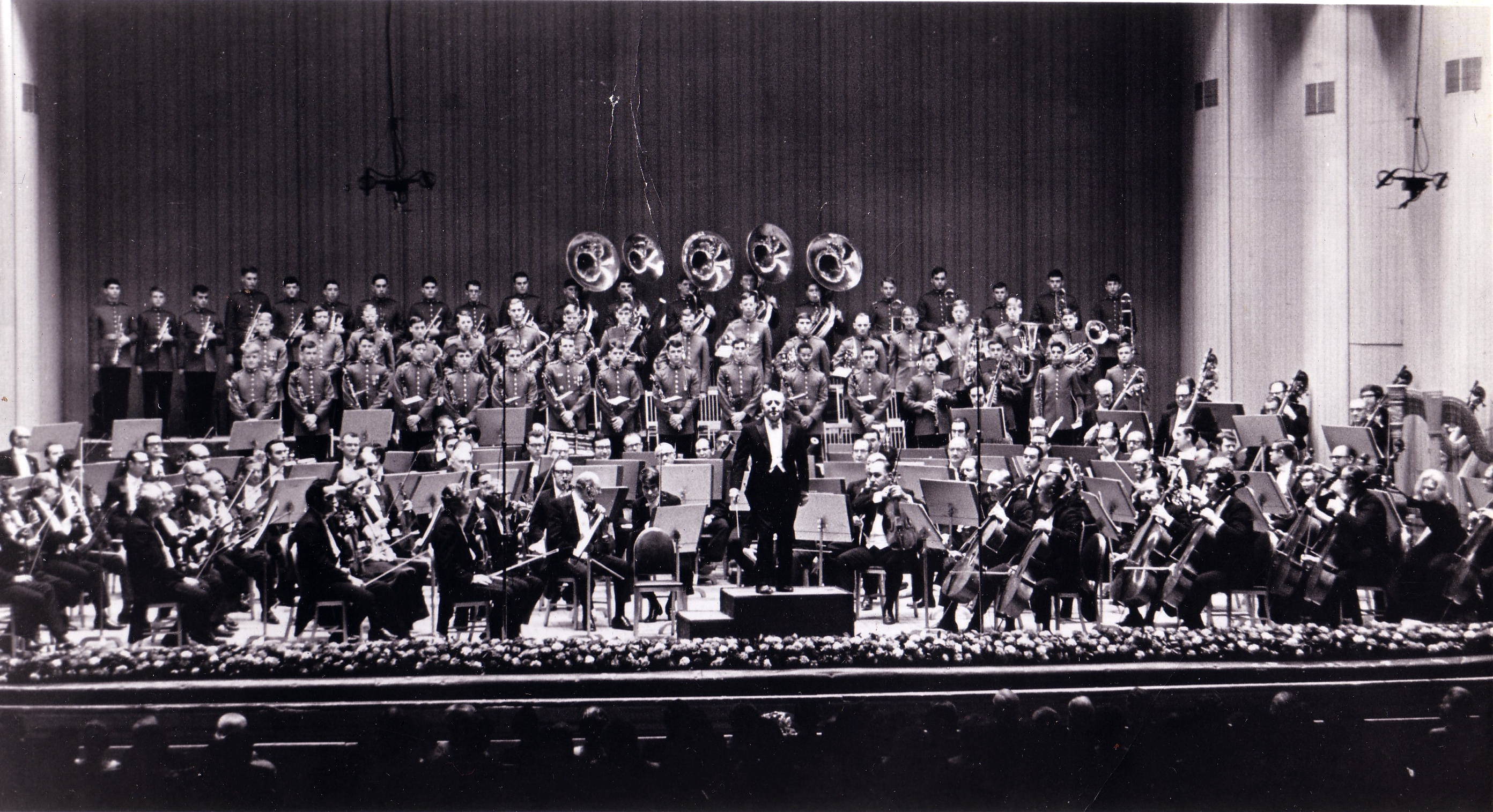
オーマンディとフィラデルフィア管弦楽団（1970年）

1900年に、初代指揮者を務めたフリッツ・シェールによって創設される。1907年にカール・ポーリヒが後任となるが、1912年に首席指揮者となったレオポルド・ストコフスキーによって、オーケストラとしての名声が築かれた。1940年には、ストコフスキーの指揮でディズニー映画『ファンタジア』の録音を行った。
1936年から1938年までユージン・オーマンディが首席指揮者の座をストコフスキーと分かち合い、それ以降は単独で音楽監督となった。オーマンディは42年にわたって在任し、この間に数多くの名演名録音を制作した。オーマンディとフィラデルフィア管弦楽団によるシベリウス作品の録音は、作曲者自身から賛嘆されお墨付きを得たことでも有名。
オーマンディの後継の音楽監督はリッカルド・ムーティ（1981年 - 1992年）が、その後任はヴォルフガング・サヴァリッシュ（1993年 - 2002年）が務めた。その後、クリストフ・エッシェンバッハが音楽監督に就任した。エッシェンバッハが退任した2008年にはシャルル・デュトワが首席指揮者兼芸術顧問に就任した。2010年6月にはヤニック・ネゼ＝セガンが2012年のシーズンから音楽監督に就任した。
客演指揮者のなかでは、ジョルジュ・プレートル、サイモン・ラトル、ラファエル・フリューベック・デ・ブルゴスとの相性が特に良いといわれる。1990年後半から事実上ラトルが指揮する唯一の米国のオーケストラとなり、ラトルは毎年フィラデルフィアを訪れている。
コンサートマスターとしては28年間（1966年 - 1994年）在任したノーマン・キャロルが最も長く、1999年以降から現在のコンサートマスター、デービッド・キムが務めている。

## 特徴

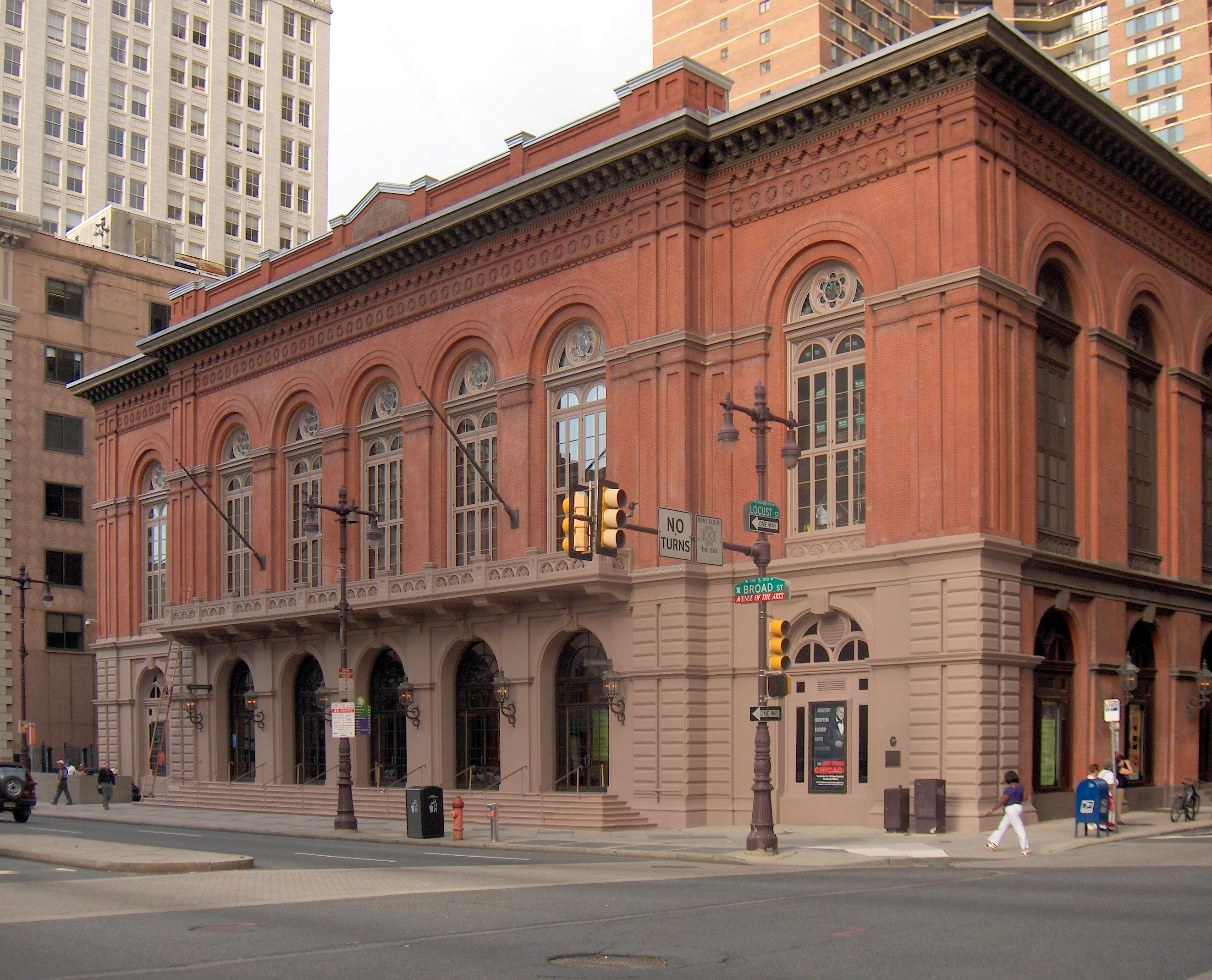
旧本拠地のアカデミー・オブ・ミュージック

創立当初からの本拠地だったアカデミー・オブ・ミュージックが古いオペラハウスであり、その音響が不良であったために、本楽団の奏者はアンサンブルで音に独特な広がりを持たせるよう工夫をし、それが分厚く柔らかくて優しくて弾ける、華麗なるフィラデルフィア・サウンドを発達させた。特に、伸び伸びと広がる豊麗なシルクのような弦楽の音色は本楽団の大きな特長であり、バーンスタイン＋ニューヨーク・フィル、ショルティ＋シカゴ響、セル＋クリーヴランド管など、アメリカのオーケストラ全盛時代に中にあっても一線を画した、豪華絢爛なサウンドを持つオーケストラとして独特の存在であった。
ラフマニノフはフィラデルフィア管弦楽団の演奏会に初めて接した後、当楽団を「世界最高のオーケストラ」と絶賛し、その後の管弦楽作品の作曲においては「フィラデルフィア・サウンドを思い浮かべながら作曲した」と言及し、最後の管弦楽作品となった『交響的舞曲』を当楽団に捧げている。また自作の協奏曲を当楽団と共演し録音も残している。
また、オーボエ首席は常に高名な奏者で、現在のリチャード・ウッドハムズは前首席奏者ジョン・デ・ランシーの弟子であり、ランシーはリヒャルト・シュトラウスにオーボエ協奏曲の作曲を委嘱した人物である。ランシーは、伝説のオーボエ奏者マルセル・タビュトーの弟子で、タビュトーはランシーの前の首席奏者だった。
本楽団のレパートリーとしては、ストコフスキー時代からムーティ時代まで、伝統的にスラヴ系やラテン系の音楽を得意としてきた。例えば、セルゲイ・ラフマニノフの自作自演によるピアノ協奏曲第2番（ストコフスキー指揮）、オーマンディ指揮によるリムスキー＝コルサコフの交響組曲『シェヘラザード』、バルトークの『中国の不思議な役人』、コダーイの『ガランタ舞曲』、ベルリオーズの『幻想交響曲』、そしてフィラデルフィアの弦楽を全開されたチャイコフスキーの『弦楽セレナーデ』、ムーティ指揮によるレスピーギの「ローマ三部作」（『ローマの噴水』『ローマの松』『ローマの祭り』）などである。その一方、そのサウンドはムード音楽的と考えられ、深刻なドイツ音楽に向かないとされてきた。が、サヴァリッシュ時代はベートーヴェンやシューベルト、ブラームス、シューマン、ブルックナー、ワーグナー、リヒャルト・シュトラウスなどの正統的なドイツ音楽で高いレベルの演奏を行っている（なお、オーマンディ時代にもベートーヴェン、ブラームスの交響曲全集などが録音されている）。
本楽団の奏者のほとんどはカーティス音楽学校のトップ卒業生によって占められている。カーティス音楽学校は、本楽団の水準を満たすような楽団員の養成機関をめざして設立され、その教授陣は本楽団のメンバーまたは元メンバーで構成され、伝統の途切れない継承が行われている。
本楽団の素顔を追ったドキュメンタリー映画『オーケストラの向こう側』は世界で数々の映画祭で受賞し、2008年に日本でも公開され反響を呼んだ。この映画はオーケストラ奏者が音楽を通じて人生の歓びに触れる瞬間をとらえた作品と評され、本楽団が世界有数のオーケストラである秘密が明かされていると言われている。
本楽団オンラインストア開設後は、ストコフスキー時代から現在のライヴ演奏を、MP3ファイル、もしくはFLACファイル（CDと完全に同等の音質）で購入することができるようになった。また、本楽団は、HD（ハイビジョン）ライブストリーミングサービスプロバイダーである、SpectiCast社が選んだ二つの楽団の一つであり、ヴェライゾン・ホールでの生演奏は「フィラデルフィア管弦楽団コンサート・シリーズ」として、インターネット経由で高音質・高画質で配信されている。

### 更生手続申請から復活へ
米国のオーケストラは地域コミュニティの顔として、個人の支援や寄付によって支えられている場合が多く、本楽団はその代表的な存在である。大企業がバックに付き、高価な楽器と高収入の名人を呼んでいた経済が好調な時期もあった。しかし、収入の大半を地域住民からの募金に頼っていることに変わりはなく、エッシェンバッハ時代から低迷期に入り、そして、リーマン・ショック以降の米経済低迷で収入が落ち込み、2011年4月16日、再建型の更生手続（連邦倒産法第11章、日本でいう民事再生法）の適用を申請することを明らかにした。
同様に世界トップクラスに君臨するドイツやフランスのオーケストラの大部分は、国や州の予算で厚く保護されていることもあり（英国は基本的に自主運営、フランスにも私設団体は少なくない）、本楽団の更生手続申請のニュースは世界中で大きく報道された。日本の一部のメディアは「破産」や「経営破綻」という用語で報道。日本では、これらの用語は一般に「会社が消滅する」「活動終了」のイメージが強く、市民のショックや危機感を強調する論調が多いため、不正確な報道が目立った結果となった。この報道の例では、本文中では正確に「民事再生法」と記載しているにもかかわらず、見出しは「破産（消滅、活動終了）」という誤った印象を与えるもので、事実と異なっていた。。
一方、この発表に先立ち、本楽団の理事会内部でも更生手続きの適用を申請することについて、意見が大きく分かれていた。まだ財源があることと名声に傷が付くことを理由とする現状維持派と、今こそ一気に改善すべきだとする改革派との意見の隔たりは大きかった。改革派は客演指揮者のヤニック・ネゼ＝セガンの演奏が好評を得ていたことに本楽団復活の兆しを見出し、セガンが2012年秋から正式に音楽監督に就任する前に、財政問題を解決しておきたい、という思いもあった。結局、両派の意見は最後まで折り合いがつかないまま投票日を迎え、改革派の理事メンバーらは涙を浮かべながら更生手続き適用賛成票に投じたとの逸話が残っている。
更生手続きの適用により、全ての債権回収が一旦停止され、演奏活動を継続しながら過去の負の遺産を断ち切ることが可能となり、2012年4月までという比較的短期間で再建プロセスが完了されることとなった。このプロセスで、本楽団の管理職への大胆なリストラと、高価なホールやその他維持費契約などの白紙化が行われ、また各方面での組合員への破格な報酬を支払う義務から解放されることとなった。奏者の収入の減少にもつながることとなったが、奏者側も全員一致で給料・福利のカットに合意した。
本楽団は更生手続き中の18か月間、以前から予定されていた演奏会を1回もキャンセルせず行い、この間市民からの寄付金も逆に増え続けた。2011年10月のシーズン・オープンの際、本拠地キメル・パフォーミング・アーツ・センターとの新規契約の合意ができず、ペンシルベニア大学のアーバイン講堂で演奏した。
その1年後の2012年10月、更生手続きは予定通り完了し、セガンが正式に第8代音楽監督に就任、シーズン・オープンのコンサート、ジュゼッペ・ヴェルディの『レクイエム』を、本拠地キメル・パフォーミング・アーツ・センターにて、満員御礼で迎えた。ナショナル・パブリック・ラジオは、これを「フィラデルフィアの復活」と呼び、他のすべての米国オーケストラが同じように財産難に陥っている中、果たしてフィラデルフィアほどの決断力と実行力を持ちえるのか、懸念を示している。また、カーネギー・ホールでも、ネゼ＝セガンと本楽団のコンビネーションがセンセーショナルな成功を果たし、2013年 - 2014年のシーズン・オープン・コンサートに 本楽団を指名した。
2016年6月第1週、フィラデルフィア管弦楽団を率いての来日公演中に、ニューヨークのメトロポリタン歌劇場が次期音楽監督にネゼ＝セガンを指名する、との正式発表がなされ、メディアを大いに沸かせた。フィラデルフィア管弦楽団の音楽監督を兼務しながらのメトロポリタン歌劇場音楽監督の就任となる。ニューヨークとフィラデルフィアは、高速鉄道で1時間を少し超えた、感覚としては名古屋と大阪の距離位置にある。ネゼ＝セガンは、かつてカラヤンがウィーン国立歌劇場とベルリン・フィルの間を行き来していたような精力的な活動を、フィラデルフィア管とメトロポリタン歌劇場の間で活躍していくことになる。
本楽団は、世界初演や米国初演のコンサート以外に、数々の「世界初」や「米国初」を保持しているが、2012年には世界で初めて民事再生法の更生手続きを経て復活したオーケストラとなった。

## 世界・米国初の一覧
- 1925年、世界初、電気録音したオーケストラ
- 1929年、世界初、ラジオ放送されたオーケストラ（NBC社により）
- 1948年、世界初、テレビ放送されたオーケストラ（CBS社により）
- 1973年、世界初、欧米のオーケストラとして、中華人民共和国を訪問した。
- 1988年、米国初、ベートーベン交響曲全集をCDに録音したオーケストラ
- 1997年、世界初（メジャーオーケストラとして）ポッドキャストしたオーケストラ
- 1999年、世界初、欧米のオーケストラとして、ベトナムを訪問した。
- 2006年、世界初、レコード会社（代理店）を経由せずして、オーケストラホームページから演奏録音をダウンロードできるようした。
- 2012年、世界初、民事再生法の更生手続きを経て復活したオーケストラ

## 音楽監督・首席指揮者等
- フリッツ・シェール（1900年 - 1907年）
- カール・ポーリヒ（1908年 - 1912年）
- レオポルド・ストコフスキー（1912年 - 1938年）
- ユージン・オーマンディ（1938年 - 1980年）
- リッカルド・ムーティ（1980年 - 1992年）
- ヴォルフガング・サヴァリッシュ（1993年 - 2003年）
- クリストフ・エッシェンバッハ（2003年 - 2008年）
- シャルル・デュトワ（2008年 - 2012年）
- ヤニック・ネゼ＝セガン （2012年 - ）

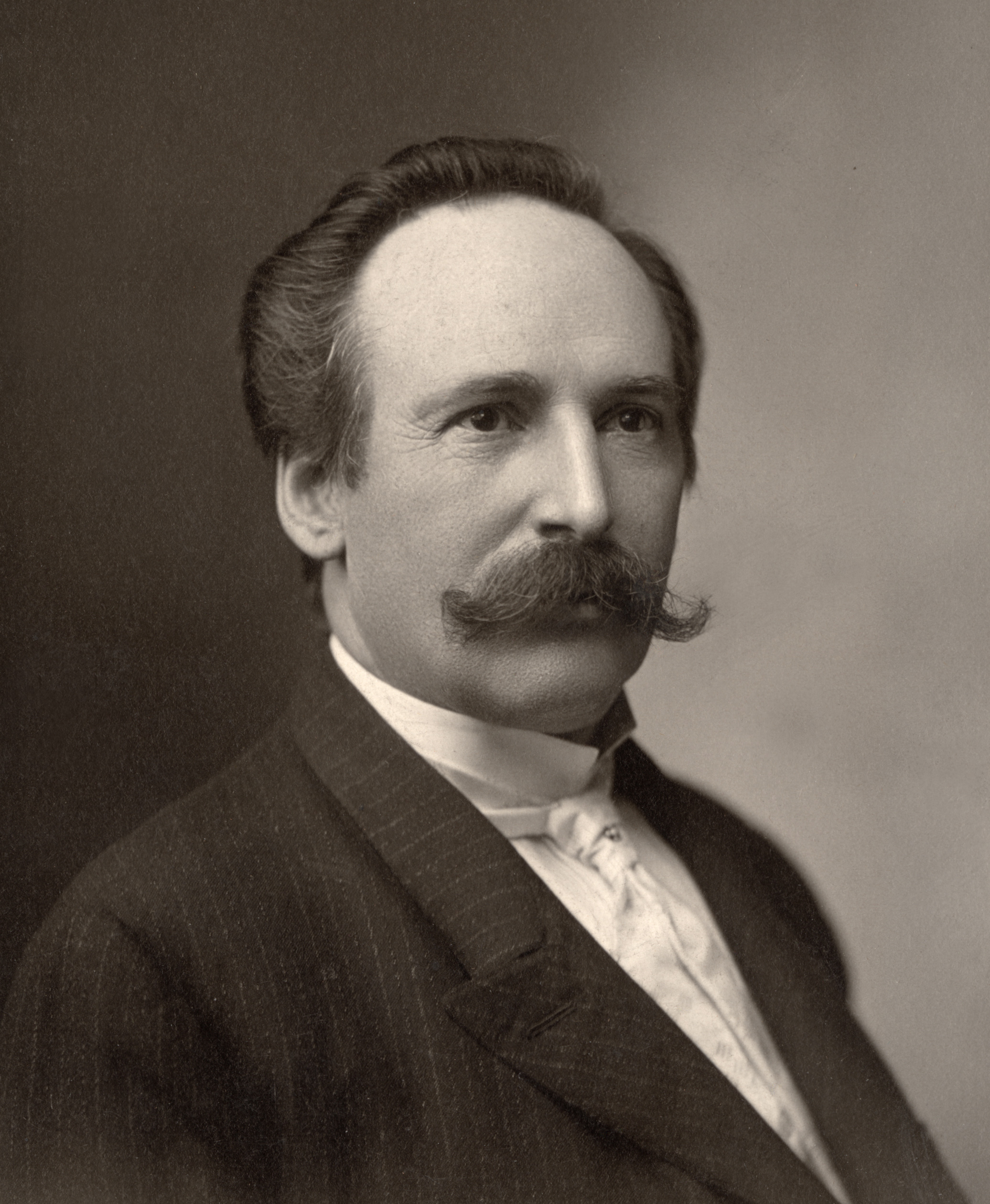
フリッツ・シェール
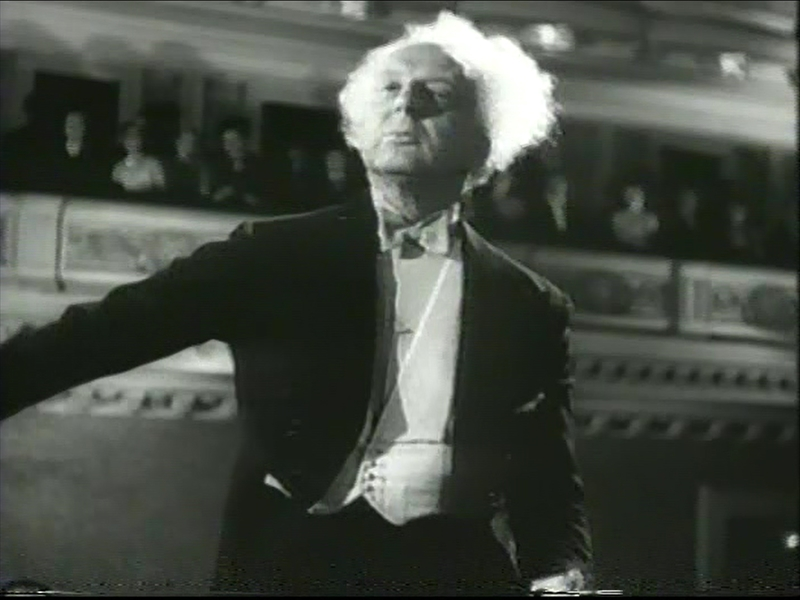
レオポルド・ストコフスキー
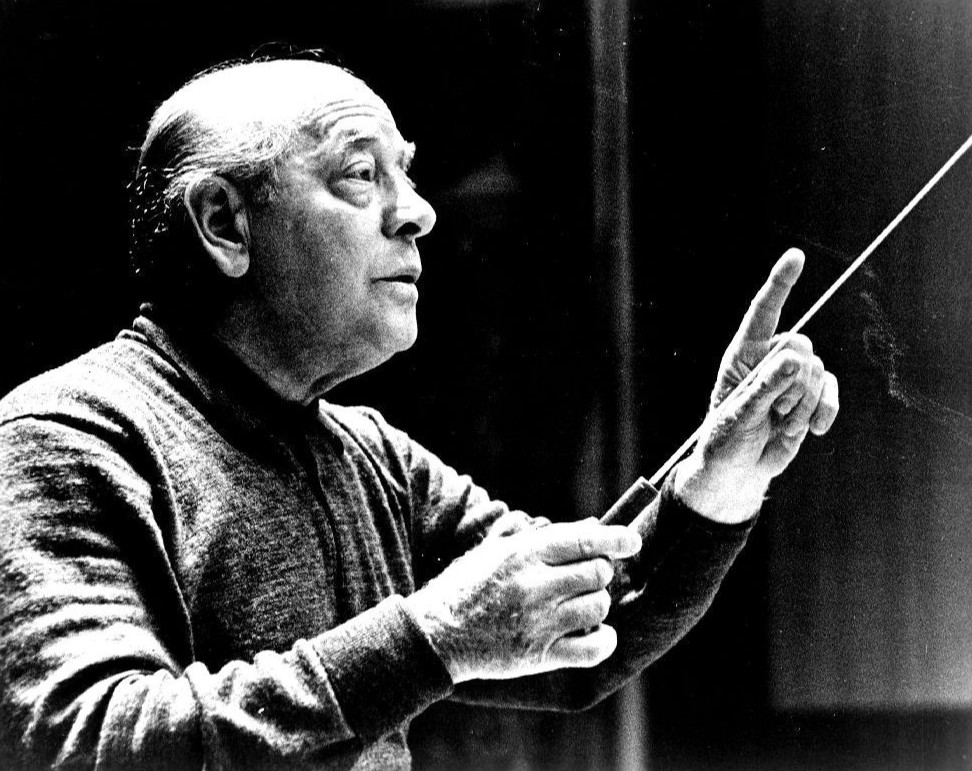
ユージン・オーマンディ
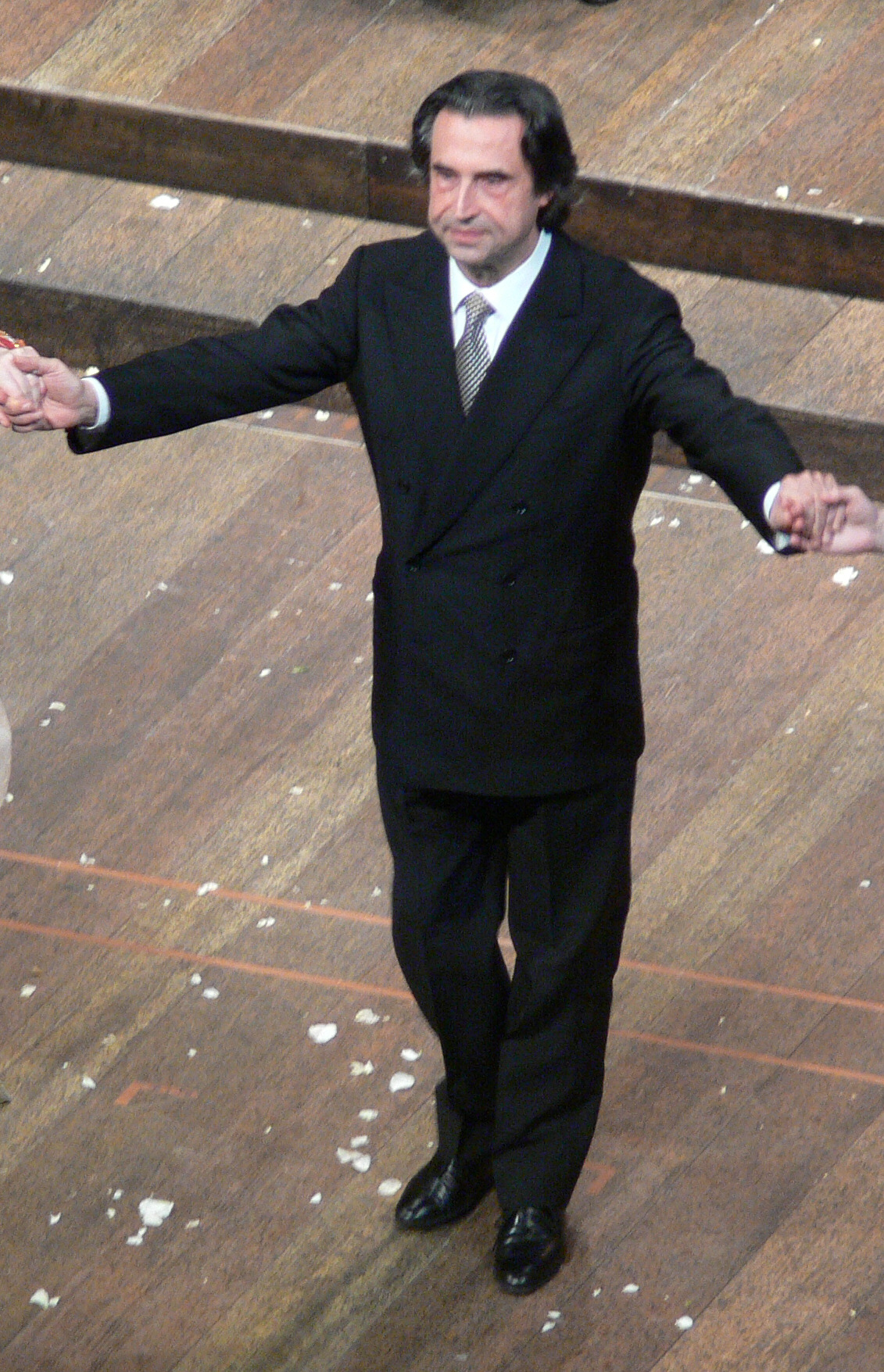
リッカルド・ムーティ
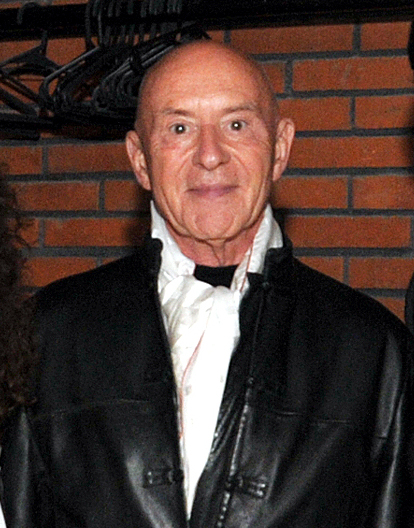
クリストフ・エッシェンバッハ
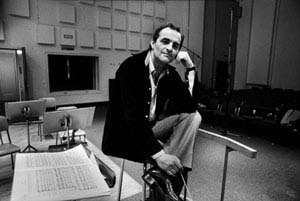
シャルル・デュトワ
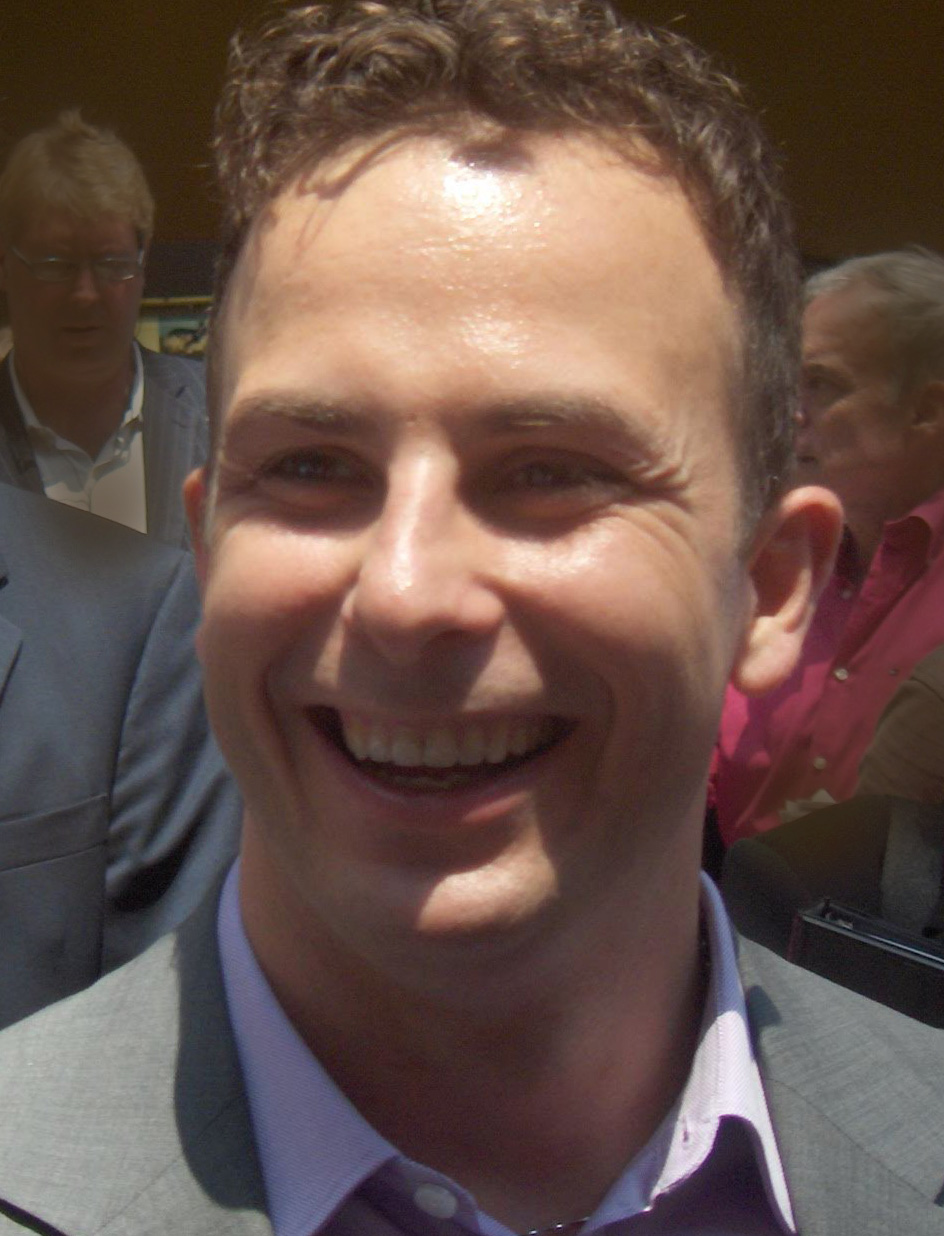
ヤニック・ネゼ＝セガン

## 歴代コンサートマスター
- カール・ドゥーエル（1900年 - 1901年）
- エルカン・コスマン（1901年 - 1902年）
- ジョン・マークアルト（1902年 - 1903年）
- フーゴ・オルク（1903年 - 1904年）
- ミヒャエル・セヴェドゥロフスキ（1904年 - 1906年）
- サッデウス・リッチ（1906年 - 1926年）
- マイケル・グシコフ（1926年 - 1927年）
- ミッシャ・ミシャコフ（ドイツ語版）（1927年 - 1929年）
- アレグザンダー・ヒルスバーグ（1935年 - 1951年）
- ジェイコブ・クラチマルニック（1951年 - 1958年）
- アンシェル・ブルシロウ（1959年 - 1966年）
- ノーマン・キャロル（1966年 - 1994年）
- エレズ・オファー（1995年 - 1998年）
- デービッド・キム（1999年 - ）